# Chemins de fer économiques des Charentes
La compagnie des Chemins de fer économiques des Charentes (CFEC) a créé  un réseau de chemin de fer secondaire constitué   de lignes à voie métrique dans les départements de Charente et Charente-Maritime.
Le centre du réseau était situé à Saintes.
Les lignes sont déclarées d'utilité publique le 30 janvier 1893.
Le chemin de fer était surnommé le petit Mairat, du nom d'un élu charentais : Paul Mairat (1865-1924), conseiller général de Champagne-Mouton, qui avait œuvré pour sa construction.

## Lignes

### Département de la Charente[2]
- Angoulême - Blanzac - Barbezieux - Chalais, 80 km, ouverture 1910-1912, fermeture 1939 -1948
- Barbezieux - Cognac, (embranchement)

Barbezieux - Archiac, 15 km, ouverture 1895, fermeture 1939
Archiac - Cognac, 29 km, ouverture 1910, fermeture 1939
- Blanzac - Villebois-Lavalette, 25 km, embranchement, 1911-1938,
- Angoulême - Confolens , 84 km,

Angoulême - Saint-Angeau : 1912-1946
Saint-Angeau - Champagne-Mouton - Confolens, 1913-1946
- Saint-Angeau - Luxé - Rouillac - Segonzac, 70 km, 1911-1939
- Angoulême - Montbron - Roumazières, 67 km, 1912-1946

### Département de la Charente-Maritime[3]
- Saintes - Touvent - Saint-Fort-sur-Gironde - Jonzac, 68 km, 1896-1947

| uexLSTR |

|  | uexSTR | LSTR |

|  |  | uexSTR | ABZg+l | LSTRq |

|  | uexBHF | BHF |

|  |  | uexSTR | ABZgl | LSTRq |

|  | uexHST | STR |

|  | uexBHF | STR |

|  | uexHST | STR |

| LSTRq | uxmKRZu | STRr |

| RMq | lDSTRq | RMq |

| uexHST |

| uexLSTRq | uexABZgr |  |

| uexBHF |

| uexBHF |

| uexKBSTaq | uexABZgr |  |

|  | uexABZgl | uexKBSTeq |

| uexBHF |

| uexHST |

| exLSTRq | uexmKRZ | exSTR+r |

| uexSTR+l | uexABZgr | exSTR |

| uexHST | uexSTR | exSTR |

| uexSTR | uexSTR | exSTR |

| uexSTR | uexBHF | exBHF |

| uexSTRl | uexABZg+r | exLSTR |

| uexBHF |

| WASSERq | uexhKRZWae | WASSERq |

| uexBHF |

| uexLSTRq | uexABZgr |  |

| uexBHF |

| uexHST |

| uexLSTRq | uexABZg+r |  |

| uexHST |

| uexBHF |

| uexBHF |

| uexHST |

|  | uexABZg+l | uexLSTRq |

| uexBHF |

| uexLSTRq | uexABZgr |  |

| uexBHF |

| WASSERq | uexhKRZWae | WASSERq |

| uexHST |

| uexBHF |

| STR+l | uxmKRZu | LSTRr |

| STR | uexABZg+l | uexLSTRq |

| BHF | uexKBHFe |  |

| LSTR |

| uexLSTR |

|  | uexSTR | LSTR |

|  |  | uexSTR | ABZg+l | LSTRq |

|  | uexBHF | BHF |

|  |  | uexSTR | ABZgl | LSTRq |

|  | uexHST | STR |

|  | uexBHF | STR |

|  | uexHST | STR |

| LSTRq | uxmKRZu | STRr |

| RMq | lDSTRq | RMq |

| uexHST |

| uexLSTRq | uexABZgr |  |

| uexBHF |

| uexBHF |

| uexKBSTaq | uexABZgr |  |

|  | uexABZgl | uexKBSTeq |

| uexBHF |

| uexHST |

| exLSTRq | uexmKRZ | exSTR+r |

| uexSTR+l | uexABZgr | exSTR |

| uexHST | uexSTR | exSTR |

| uexSTR | uexSTR | exSTR |

| uexSTR | uexBHF | exBHF |

| uexSTRl | uexABZg+r | exLSTR |

| uexBHF |

| WASSERq | uexhKRZWae | WASSERq |

| uexBHF |

| uexLSTRq | uexABZgr |  |

| uexBHF |

| uexHST |

| uexLSTRq | uexABZg+r |  |

| uexHST |

| uexBHF |

| uexBHF |

| uexHST |

|  | uexABZg+l | uexLSTRq |

| uexBHF |

| uexLSTRq | uexABZgr |  |

| uexBHF |

| WASSERq | uexhKRZWae | WASSERq |

| uexHST |

| uexBHF |

| STR+l | uxmKRZu | LSTRr |

| STR | uexABZg+l | uexLSTRq |

| BHF | uexKBHFe |  |

| LSTR |

- Touvent - Mortagne-sur-Gironde, 8 km, embranchement, 1894-1947

| uexLSTR |

| uexBHF |

|  | uexABZgl | uexLSTRq |

| uexHST |

| uexBHF |

| uexHST |

| uexKBHFe |

| uexLSTR |

| uexBHF |

|  | uexABZgl | uexLSTRq |

| uexHST |

| uexBHF |

| uexHST |

| uexKBHFe |

- Saint-Fort-sur-Gironde - Port-Maubert, 5 km, embranchement, 1896-1925

| uexLSTR |

| uexBHF |

| uexLSTRq | uexABZgr |  |

| uexKBHFe |

| uexLSTR |

| uexBHF |

| uexLSTRq | uexABZgr |  |

| uexKBHFe |

- Archiac - Pons - Mirambeau - Saint-Ciers-sur-Gironde, 62 km, 1896-1934

| uexLSTR |

| uexBHF |

| uexLSTRq | uexABZgr |  |

| uexBHF |

| uexBHF |

| uexBHF |

| uexBHF |

| uexBHF |

|  | LSTRq | uxmKRZu | STRq | STR+r |

|  |  | uexBHF | HUBq | BHF |

|  | WASSERq | uexhKRZWae | WASSER+r | STR |

|  | exLSTRq | uexmKRZ | exhKRZWaeq | eABZgr+r |

|  |  | uexSTR | WASSER | LSTR |

| uexBHF |

| uexBHF |

| uexHST |

| uexHST |

| uexLSTRq | uexABZg+r |  |

| uexBHF |

|  | uexABZgl | uexLSTRq |

| uexHST |

| uexHST |

|  | uexABZgl+l | uexLSTRq |

| uexBHF |

| RMq | lDSTRq | RMq |

| uexHST |

| uexBHF |

| uexHST |

|  | uexKBHFe | exKBHFa |

|  |  | exLSTR |

| uexLSTR |

| uexBHF |

| uexLSTRq | uexABZgr |  |

| uexBHF |

| uexBHF |

| uexBHF |

| uexBHF |

| uexBHF |

|  | LSTRq | uxmKRZu | STRq | STR+r |

|  |  | uexBHF | HUBq | BHF |

|  | WASSERq | uexhKRZWae | WASSER+r | STR |

|  | exLSTRq | uexmKRZ | exhKRZWaeq | eABZgr+r |

|  |  | uexSTR | WASSER | LSTR |

| uexBHF |

| uexBHF |

| uexHST |

| uexHST |

| uexLSTRq | uexABZg+r |  |

| uexBHF |

|  | uexABZgl | uexLSTRq |

| uexHST |

| uexHST |

|  | uexABZgl+l | uexLSTRq |

| uexBHF |

| RMq | lDSTRq | RMq |

| uexHST |

| uexBHF |

| uexHST |

|  | uexKBHFe | exKBHFa |

|  |  | exLSTR |

- Mirambeau - Montendre - Saint-Aigulin, 60 km, 1903-1934 :
  - de Mirambeau à Chepniers, le 1er décembre 1903[4] ;
  - de Chepniers à La Garde-de-Montlieu le 27 mars 1904[5] ;

| uexLSTR |

| uexBHF |

|  | uexABZgl+l | uexLSTRq |

| uexBHF |

| uexBHF |

| uexBHF |

| uexBHF |

|  | uexSTR | LSTR |

|  |  | uexBHF | BHF |  |

|  | LSTRq | uxmKRZ | STRr |  |

| uexBHF |

| WASSERq | uexhKRZWae | WASSER+r |

| WASSERq | uexhKRZWae | WASSERr |

| uexBHF |

| RMq | lDSTRq | RMq |

| uexBHF |

| uexBHF |

| HUB+l | HUBeq · uexHST |  |

| exSTR+l | exBHFq | uexmKRZ | exLSTRq |  |

| exLSTR |  | uexSTR |  |  |

| WASSERq | uexhKRZWae | WASSERq |

| uexBHF |

| WASSER+l | uexhKRZWae | WASSERq |

| WABZg+l | uexhKRZWae | WASSERq |

| uexHST |

| uexBHF |

| uexHST |

| uexBHF |

|  | uexSTR | LSTR |

|  | uexKBHFe | BHF |

|  |  | LSTR |

| uexLSTR |

| uexBHF |

|  | uexABZgl+l | uexLSTRq |

| uexBHF |

| uexBHF |

| uexBHF |

| uexBHF |

|  | uexSTR | LSTR |

|  |  | uexBHF | BHF |  |

|  | LSTRq | uxmKRZ | STRr |  |

| uexBHF |

| WASSERq | uexhKRZWae | WASSER+r |

| WASSERq | uexhKRZWae | WASSERr |

| uexBHF |

| RMq | lDSTRq | RMq |

| uexBHF |

| uexBHF |

| HUB+l | HUBeq · uexHST |  |

| exSTR+l | exBHFq | uexmKRZ | exLSTRq |  |

| exLSTR |  | uexSTR |  |  |

| WASSERq | uexhKRZWae | WASSERq |

| uexBHF |

| WASSER+l | uexhKRZWae | WASSERq |

| WABZg+l | uexhKRZWae | WASSERq |

| uexHST |

| uexBHF |

| uexHST |

| uexBHF |

|  | uexSTR | LSTR |

|  | uexKBHFe | BHF |

|  |  | LSTR |

- Saintes - Les-Quatre-Routes - Marennes, 49 km, ouverture 1903-1904 :
  - de Saintes à Pont-l'Abbé, le 15 novembre 1903[4]
  - de Pont-l'Abbé à Marennes, le 14 février 1904[5]

| uexLSTR |

|  | uexSTR | LSTR |

|  |  | uexSTR | ABZg+l | LSTRq |

|  | uexBHF | BHF |

|  |  | uexSTR | ABZgl | LSTRq |

|  | WASSERq | uexhKRZWae | hKRZWae | WASSERq |

|  | uexSTR | LSTR |

| uexHST |

| uexBHF |

| uexHST |

|  | uexABZgl | uexLSTRq |

| RMq | lDSTRq | RMq |

| uexBHF |

| uexBHF |

| uexBHF |

| uexLSTRq | uexABZg+r |  |

| uexHST |

| WASSERq | uexhKRZWae | WASSERq |

| uexBHF |

| uexHST |

| uexBHF |

| uexHST |

| WASSERq | uexhKRZWae | WASSERq |

| uexBHF |

| uexBHF |

| uexBHF |

|  | uexABZg+l | uexLSTRq |

| uexBHF |

| exLSTR | uexSTR |  |

| WASSERq | exhKRZWae | uexhKRZWae | WASSERq |  |

| exBHF | uexBHF |  |

| exLSTRr | uexSTR |  |

| uexLSTR |

| uexLSTR |

|  | uexSTR | LSTR |

|  |  | uexSTR | ABZg+l | LSTRq |

|  | uexBHF | BHF |

|  |  | uexSTR | ABZgl | LSTRq |

|  | WASSERq | uexhKRZWae | hKRZWae | WASSERq |

|  | uexSTR | LSTR |

| uexHST |

| uexBHF |

| uexHST |

|  | uexABZgl | uexLSTRq |

| RMq | lDSTRq | RMq |

| uexBHF |

| uexBHF |

| uexBHF |

| uexLSTRq | uexABZg+r |  |

| uexHST |

| WASSERq | uexhKRZWae | WASSERq |

| uexBHF |

| uexHST |

| uexBHF |

| uexHST |

| WASSERq | uexhKRZWae | WASSERq |

| uexBHF |

| uexBHF |

| uexBHF |

|  | uexABZg+l | uexLSTRq |

| uexBHF |

| exLSTR | uexSTR |  |

| WASSERq | exhKRZWae | uexhKRZWae | WASSERq |  |

| exBHF | uexBHF |  |

| exLSTRr | uexSTR |  |

| uexLSTR |

- Les-Quatre-Routes - Taillebourg, 13 km, embranchement, ouvert le 14 février 1904[5], fermé en 1925

| uexLSTR |

| uexHST |

| uexLSTRq | uexABZgr |  |

| uexBHF |

| RMq | lDSTRq | RMq |

| uexBHF |

| uexBHF |

| WASSERq | uexhKRZWae | WASSERq |

|  | uexSTR | LSTR |

|  |  | uexSTR | eABZg+l | exLSTRq |

|  | uexKBHFe | BHF |

|  |  | LSTR |

| uexLSTR |

| uexHST |

| uexLSTRq | uexABZgr |  |

| uexBHF |

| RMq | lDSTRq | RMq |

| uexBHF |

| uexBHF |

| WASSERq | uexhKRZWae | WASSERq |

|  | uexSTR | LSTR |

|  |  | uexSTR | eABZg+l | exLSTRq |

|  | uexKBHFe | BHF |

|  |  | LSTR |

- Marennes - La Cayenne, 5 km, embranchement, ouvert le 14 février 1904[5], fermé en 1925

| uexLSTR |

| exLSTR+r | uexSTR |  |

| WASSERq | exhKRZWae | uexhKRZWae | WASSER+r |  |

|  | exBHF | uexBHF | WASSER |  |

| exLSTRr | uexSTR | WASSER |

|  | uexHST | WASSER |

|  | uexhKRZWae | WASSERr |

| uexKBHFe |

| uexLSTR |

| exLSTR+r | uexSTR |  |

| WASSERq | exhKRZWae | uexhKRZWae | WASSER+r |  |

|  | exBHF | uexBHF | WASSER |  |

| exLSTRr | uexSTR | WASSER |

|  | uexHST | WASSER |

|  | uexhKRZWae | WASSERr |

| uexKBHFe |

- Saint-Just-Luzac - Saujon, 21 km, ouvert le 14 février 1904[5], fermé en 1932

| uexLSTR |

| uexBHF |

|  | uexABZgl | uexLSTRq |

| uexBHF |

| WASSERq | uexhKRZWae | WASSERq |

| uexBHF |

| uexHST |

| uexBHF |

| RMq | lDSTRq | RMq |

| WASSERq | uexhKRZWae | WASSERq |

| LSTR | uexSTR |  |

| LSTRq | ABZg+r | uexSTR |  |  |

| BHF | uexKBHFe |  |

| xABZgl | LSTRq |  |

| exLSTR |

| uexLSTR |

| uexBHF |

|  | uexABZgl | uexLSTRq |

| uexBHF |

| WASSERq | uexhKRZWae | WASSERq |

| uexBHF |

| uexHST |

| uexBHF |

| RMq | lDSTRq | RMq |

| WASSERq | uexhKRZWae | WASSERq |

| LSTR | uexSTR |  |

| LSTRq | ABZg+r | uexSTR |  |  |

| BHF | uexKBHFe |  |

| xABZgl | LSTRq |  |

| exLSTR |

- Lignes de l'Île de Ré

| uexKBHFa |

| uexKBHFaq | uexABZgr+r |  |

| uexHST |

| uexBHF |

| uexHST |

| uexBHF |

| uexHST |

|  | uexABZgl+l | uexKBHFeq |

|  | uexABZgl+l | uexKBHFeq |

| uexHST |

| uexBHF |

| uexBHF |

| uexBHF |

| uexENDEe |

| uexKBHFa |

| uexKBHFaq | uexABZgr+r |  |

| uexHST |

| uexBHF |

| uexHST |

| uexBHF |

| uexHST |

|  | uexABZgl+l | uexKBHFeq |

|  | uexABZgl+l | uexKBHFeq |

| uexHST |

| uexBHF |

| uexBHF |

| uexBHF |

| uexENDEe |

- Île d'Oléron
  - de Saint-Denis à Saint-Trojan, le 25 avril 1904[5] ;
  - Embranchement de Boyardville, le 17 mai 1904[5].

| uexKBHFa |

| uexHST |

| uexBHF |

| uexHST |

| uexHST |

| uexBHF |

| uexBHF |

|  | uexABZgl+l | uexKBHFeq |

| uexHST |

| uexHST |

| uexHST |

| uexHST |

| uexBHF |

| uexHST |

| uexHST |

| uexHST |

| uexBHF |

| uexSTR+l | uexABZg+r |  |

| uexHST | uexSTR |  |

| uexHST | uexSTR |  |

| uexBHF | uexSTR |  |

| uexENDEe | uexHST |  |

| uexHST |

| uexBHF |

| uexHST |

| uexHST |

| uexBHF |

| uexHST |

| uexBHF |

| uexENDEe |

| uexKBHFa |

| uexHST |

| uexBHF |

| uexHST |

| uexHST |

| uexBHF |

| uexBHF |

|  | uexABZgl+l | uexKBHFeq |

| uexHST |

| uexHST |

| uexHST |

| uexHST |

| uexBHF |

| uexHST |

| uexHST |

| uexHST |

| uexBHF |

| uexSTR+l | uexABZg+r |  |

| uexHST | uexSTR |  |

| uexHST | uexSTR |  |

| uexBHF | uexSTR |  |

| uexENDEe | uexHST |  |

| uexHST |

| uexBHF |

| uexHST |

| uexHST |

| uexBHF |

| uexHST |

| uexBHF |

| uexENDEe |

- Archiac - Jonzac, 1917-1938[6]

| uexLSTR |

| uexLSTRq | uexABZg+r |  |

| uexBHF |

|  | uexABZgl | uexLSTRq |

| uexBHF |

| uexBHF |

| uexBHF |

| WASSERq | uexhKRZWae | WASSERq |

| uexHST |

| uexBHF |

| uexBHF |

| WASSERq | uexhKRZWae | WASSERq |

| LSTR | uexSTR |  |

| uexLSTRq | emKRZo | uexABZg+r |  |  |

| BHF | uexKBHFe |  |

| LSTR |

| uexLSTR |

| uexLSTRq | uexABZg+r |  |

| uexBHF |

|  | uexABZgl | uexLSTRq |

| uexBHF |

| uexBHF |

| uexBHF |

| WASSERq | uexhKRZWae | WASSERq |

| uexHST |

| uexBHF |

| uexBHF |

| WASSERq | uexhKRZWae | WASSERq |

| LSTR | uexSTR |  |

| uexLSTRq | emKRZo | uexABZg+r |  |  |

| BHF | uexKBHFe |  |

| LSTR |

Les réseaux de Charente et Charente-Maritime étaient reliés depuis Archiac vers Segonzac et Barbezieux.

## Infrastructure

### Ateliers
Les ateliers centraux se trouvaient à Saintes.

## Matériel roulant

### Locomotives
La maison Corpet-Louvet située à La Courneuve a fourni aux C.E.C. la totalité de son parc de locomotives.
Ces machines étaient toutes de type 030 tender.
no 1 et 2 : Corpet-Louvet, livrées en 1898, n°constructeur 688-689
no 21 à 33 : Corpet-Louvet, livrées en 1898, n° constructeur 600-612
no 34 à 48 : Corpet-Louvet, livrées en 1903, n° constructeur 924-948
no 49 à 68 : Corpet-Louvet, livrées en 1909, n° constructeur 1247-1266
no 69 à 88 : Corpet-Louvet, livrées en 1910, n° constructeur 1278-1299
no 89 et 90 : Corpet-Louvet, livrées en 1912, n° constructeur 1387-1388

### Autorails
- Les autorails De Dion-Bouton,
- Autorails à accumulateurs
- Autorails Brissonneau et Lotz.

### Voitures à voyageurs
- Voitures à deux essieux et plate-forme extrêmes

## Vestiges et matériels préservés
- La locomotive no 47 est préservée au Chemin de fer de la baie de Somme.
- Trois voitures voyageurs sont préservées au musée des tramways à vapeur et des chemins de fer secondaires français, près de Paris.
- Divers bâtiments ont été conservés comme celui de la gare d'Ars-en-Ré.

## Galerie

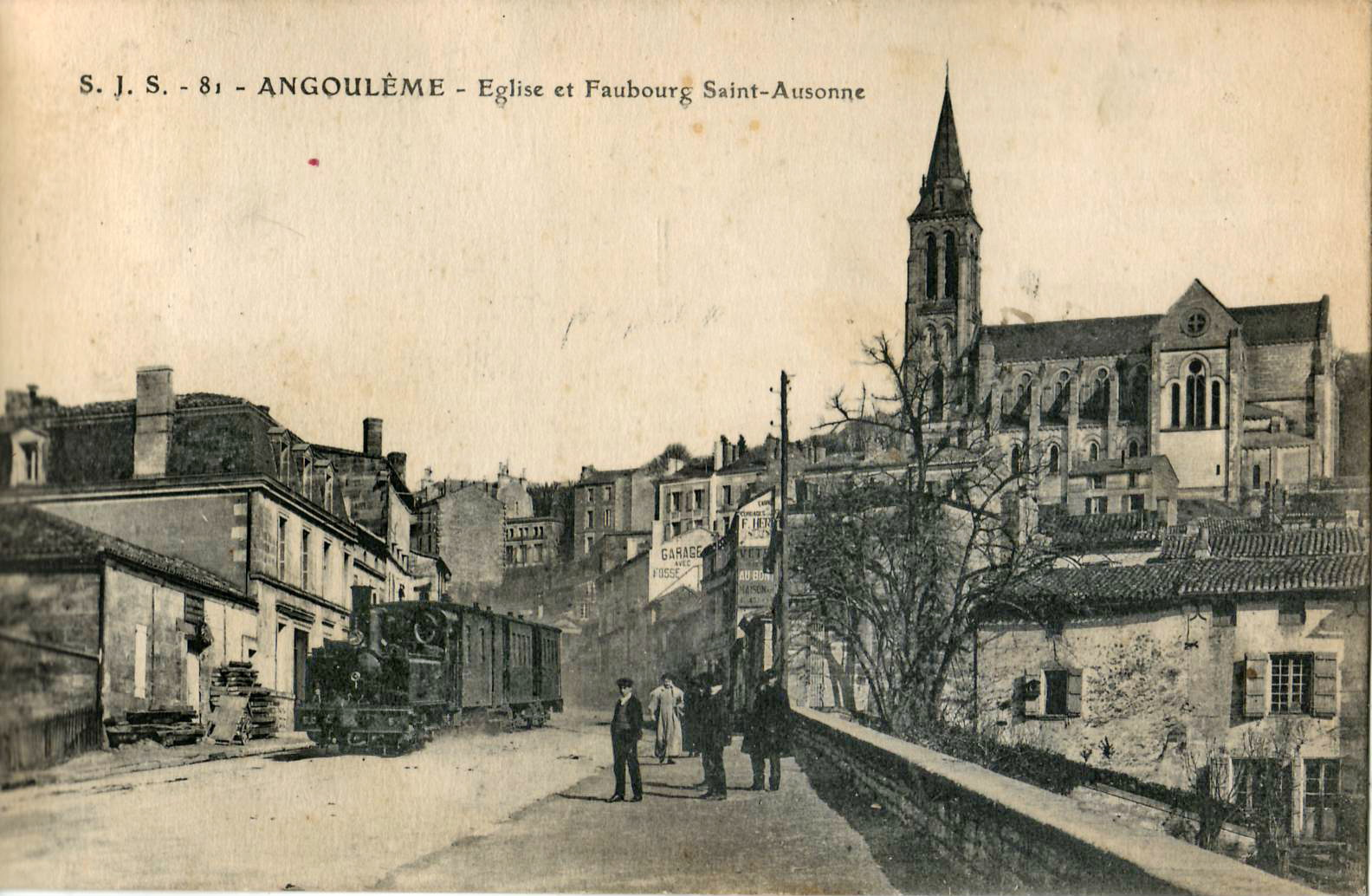
Rame descendant la forte rampe du faubourg Saint-Ausone à Angoulême.
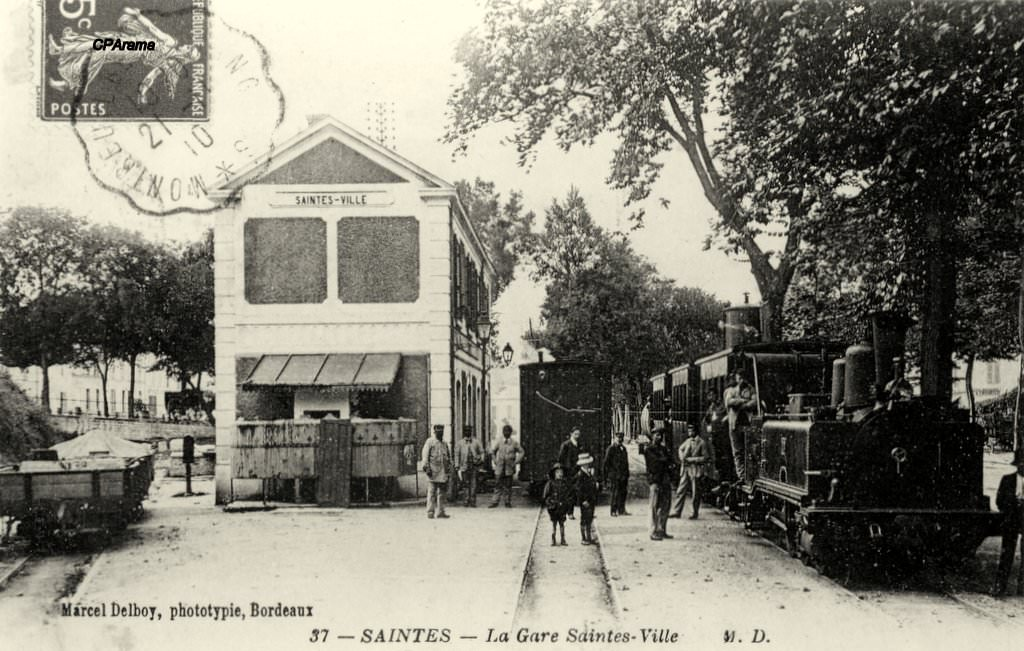
La gare de Saintes-Ville.
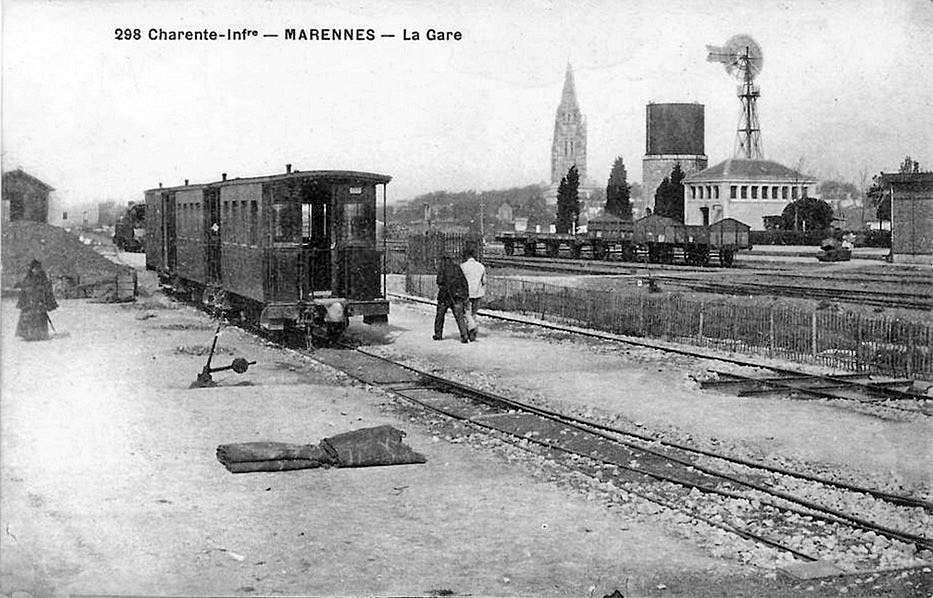
La gare de Marennes partagée avec les chemins de fer de l'État.
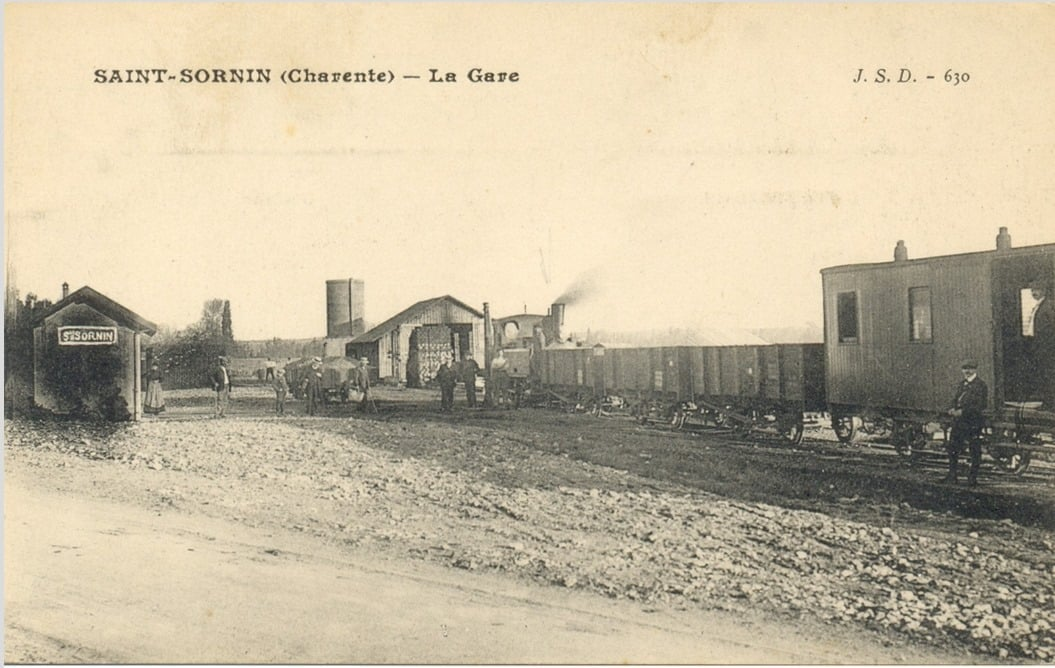
La gare de Saint-Sornin.
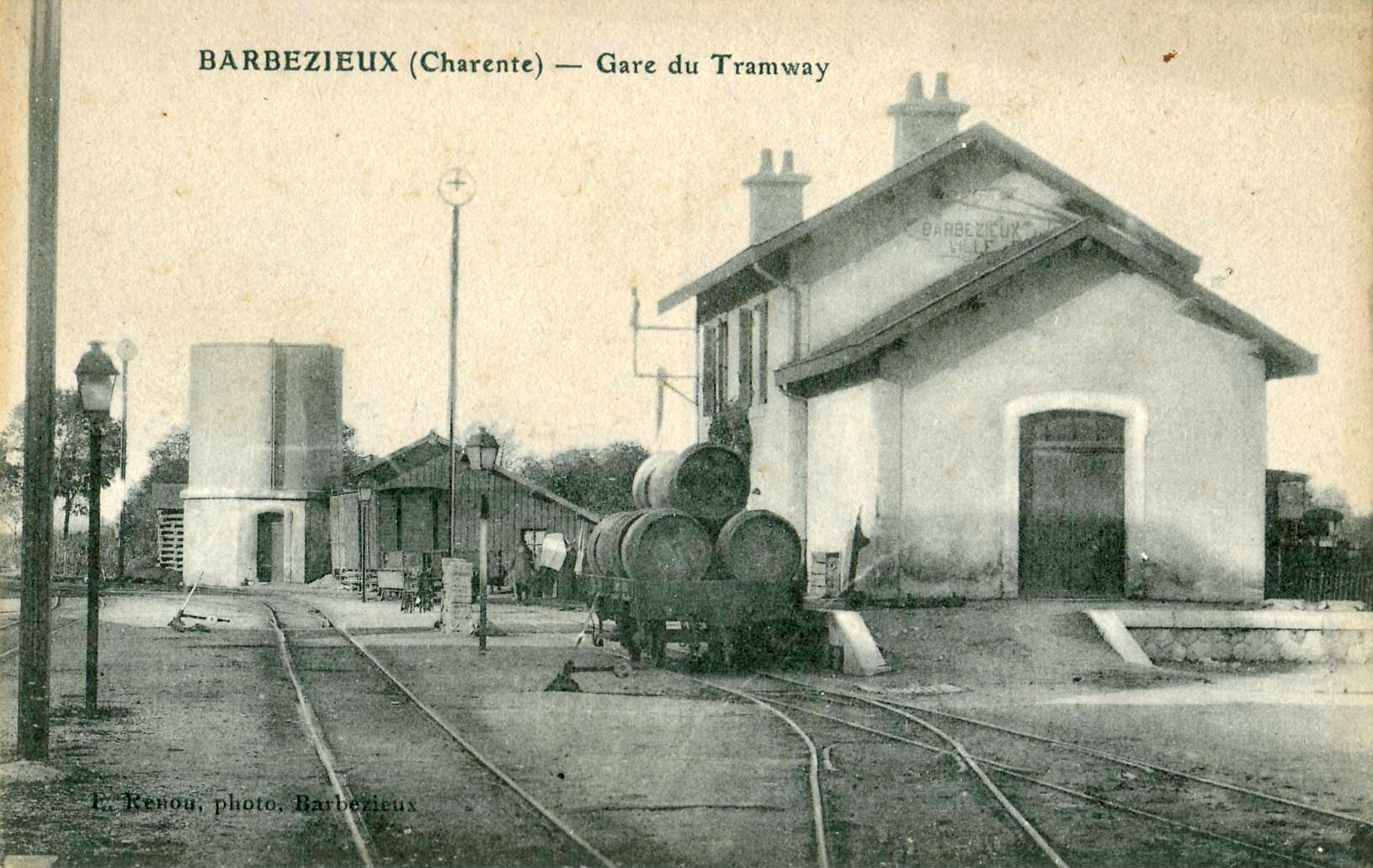
La gare de Barbezieux.
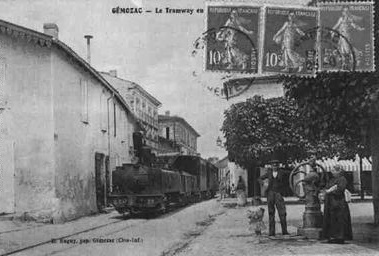
Locomotive Corpet-Louvet à Gémozac.
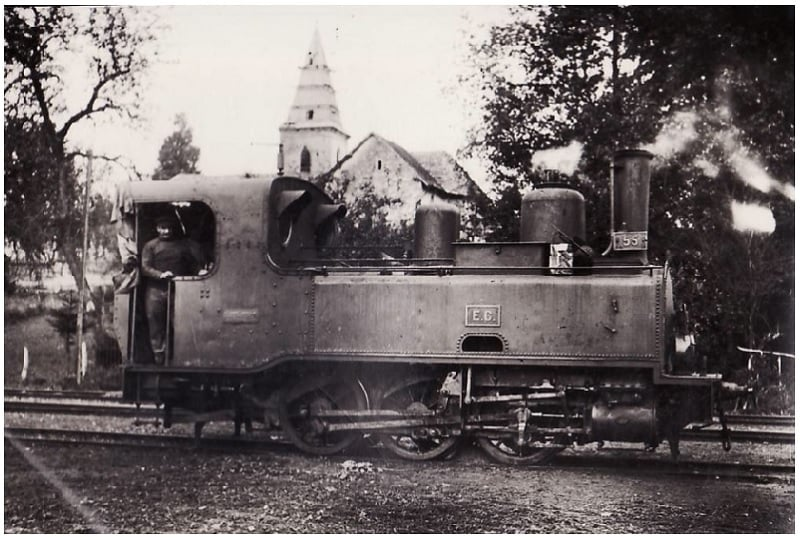
Locomotive N°55 de type 030.
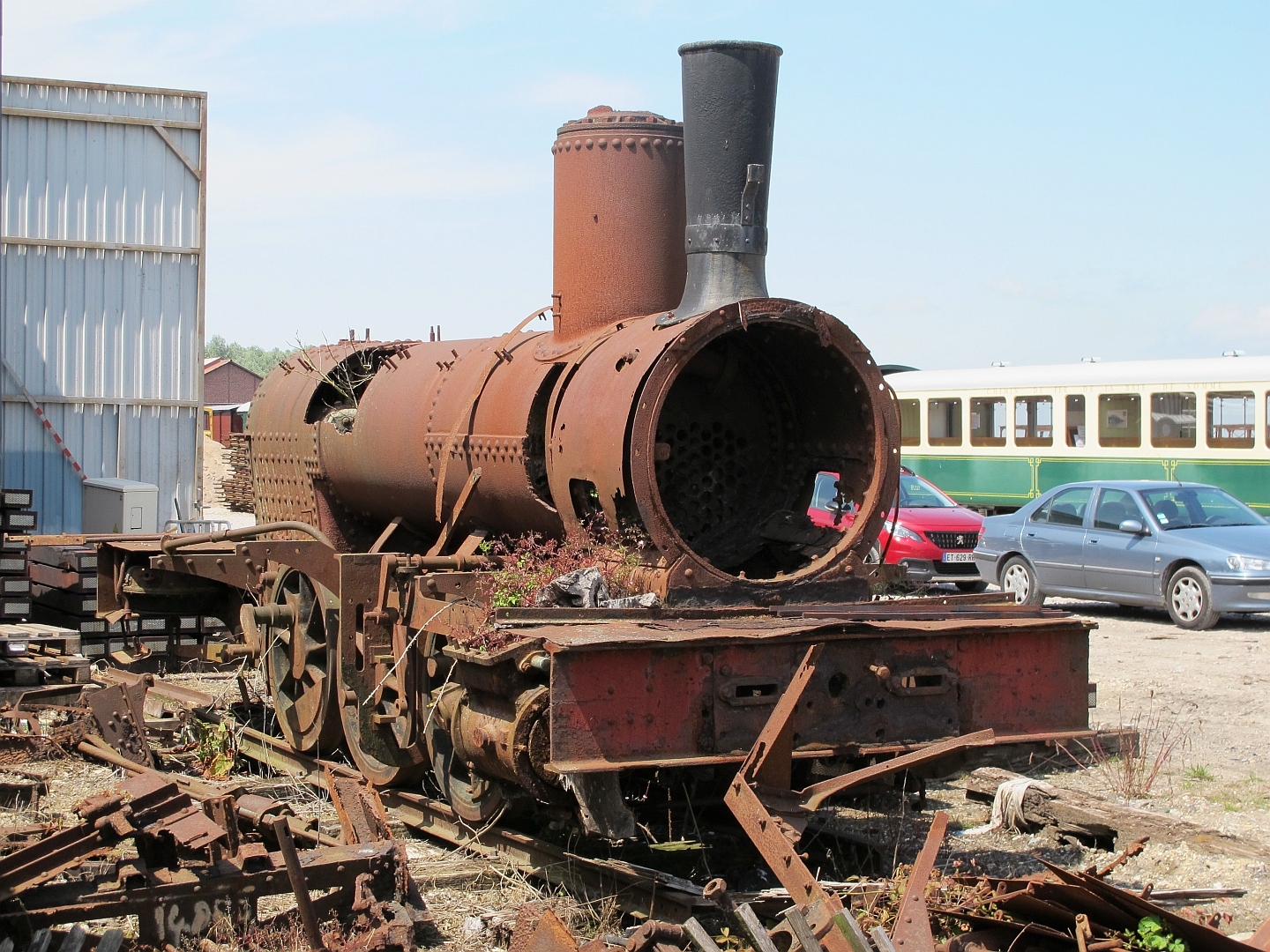
L'épave de la locomotive No. 47 garée au CFBS.
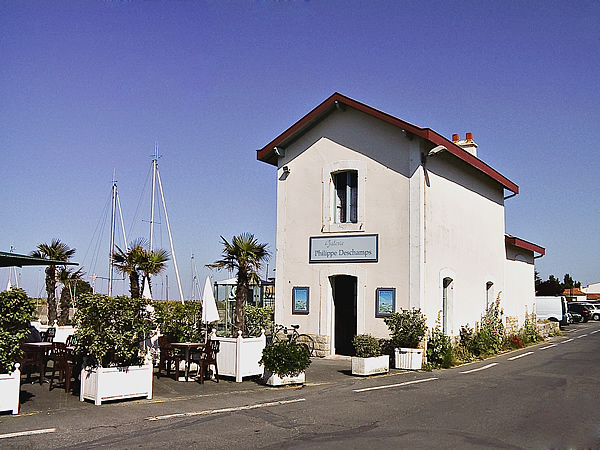
Ancienne gare d'Ars-en-Ré.